# Ramón Mendezona Roldán
Ramón Mendezona Roldán (Rosario de Santa Fe, 3 de novembre de 1913 - Madrid, 14 de juny de 2001) fou un periodista i militant del PCE, també conegut com a Pedro Aldámiz, nom que va utilitzar en el seu exili d'Espanya durant el franquisme. Fill d'un marí de Mundaka, que desaparegué amb el seu vaixell quan Ramón tenia curta edat, va passar part de la seva infància en aquesta localitat, i més tard va estudiar a Logronyo.
Militant de la Unió de Joventuts Comunistes d'Espanya des de 1931, va formar part dels revoltats en la Revolució de 1934, sent processat i internat a la presó Model de Madrid i alliberat després del triomf del Front Popular. També va fundar els Cors i l'Orquestra Proletarios. Durant la Guerra Civil va ser delegat del Partit Comunista en el front del Jarama i col·laborador a diverses emissores de ràdio creades pel PCE a Madrid. Poc abans de finalitzar la guerra, en produir-se el cop del coronel Casado contra el govern Negrín, Mendezona va ser enviat pel partit als soterranis del Ministeri d'Hisenda, on tenia la seva seu el Consell Nacional de Defensa, creat per Casado per a intentar un arranjament que permetés la continuació del Front Popular. La seva gestió no solament fou inútil, sinó que està a punt de no poder sortir amb vida d'allí. Segons relatava, Casado li va dir "Mendezona, té vostè una somriure que l'afusellava ara mateix".
Després d'aconseguir escapar de Madrid, va arribar a València des d'on a bord d'un vaixell francès va arribar a Orà (Algèria). Allí les autoritats franceses l'internen en un camp de concentració des del qual, quan va ser posat en llibertat, va marxar a la Unió Soviètica, on va continuar la seva tasca periodística a la ràdio. Va treballar a Ràdio Moscou i més tard va exercir el càrrec de director de Ràdio Espanya Independent (més coneguda com "La Pirinenca") durant els últims 25 dels 31 anys d'existència d'aquesta emissora. També va col·laborar en la revista Mundo Obrero.
Membre del Comitè Central i de l'Executiu del Partit Comunista d'Espanya, a l'octubre de 1977 va tornar a Espanya, encara que no es va traslladar definitivament a aquest país fins a 1988. Va dedicar els últims anys de la seva vida a difondre la història i la labor de «La Pirinenca», amb l'objecte de mantenir la memòria històrica, i va col·laborar en la Fundació Dolores Ibárruri.

## Obres
- La Pirenaica. Historia de una emisora clandestina.. Edición del autor. 1981. ISBN 8430047867.
- La Pirenaica y otro episodios. Ed. Libertarias/Prodhufi. 1995. ISBN 8479542497.